# Taiana (Gravedona ed Uniti)
Taiana ist eine Fraktion der italienischen Gemeinde (comune) Gravedona ed Uniti in der Provinz Como, Region Lombardei.

## Geographie
Die Ortschaft liegt 0,5 Kilometer von Gravedona entfernt, oberhalb des Comer Sees auf der orographisch rechten Seite des Flusses Liro am Beginn des Valle del Liro auf 330 m s.l.m.

## Geschichte
Bis zum Zusammenschluss der Gemeinden Gravedona, Consiglio di Rumo und Germasino 2011 gehörte die Fraktion Taiana zur Gemeinde Consiglio di Rumo.

## Verkehr
An Taiana führt die Straße vorbei, die bei San Gregorio von der Staatsstraße SS 43 dir „Regina“ abzeigt und Richtung Brenzio führt.